# Boarmia roboraria
Boarmia roboraria là một loài bướm đêm trong họ Geometridae.